# Họ Cá úc
Họ Cá úc (danh pháp khoa học: Ariidae) là một họ cá da trơn, chủ yếu sinh sống ngoài biển, với một số loài sinh sống trong các môi trường nước lợ hay nước ngọt. Chúng được tìm thấy trong các khu vực ôn đới ấm và nhiệt đới.

## Phân loại
Quan hệ phát sinh chủng loài trong họ này vẫn chưa rõ ràng. Theo một số nguồn, chi Doiichthys trước đây được phân loại trong họ của chính nó là Doiichthyidae, nhưng hiện tại được gộp vào chi Nedystoma. Hai chi Gogo và Ancharius, đã được chuyển sang họ khác gọi là Anchariidae. Họ Ariidae được chia thành 2 phân họ: Galeichthys là chi duy nhất trong phân họ Galeichthyinae, còn các chi còn lại thuộc về phân họ Ariinae.
Trước đây, họ Ariidae được gộp trong siêu họ Doradoidea, nhưng sau đó được chuyển sang siêu họ Bagroidea (cùng với Austroglanididae, Claroteidae, Schilbeidae, Pangasiidae, Bagridae, và Pimelodidae. Nó cũng đã từng được phân loại trong siêu họ Arioidea, bao gồm Ariidae và Anchariidae..

## Các chi
- Amissidens: 1 loài (Amissidens hainesi) ở Tây Trung Thái Bình Dương.
- Amphiarius: 2 loài ở Tây Đại Tây Dương và Nam Mỹ.
- Ariopsis: 4 loài ở Trung và Nam Mỹ.
- Arius: 25 loài, chủ yếu trong khu vực Ấn Độ Dương và Thái Bình Dương. Một loài (Arius latiscutatus) ở Đông Đại Tây Dương.
- Aspistor: 3 loài ở Tây Trung Thái Bình Dương và Nam Mỹ.
- Bagre: 4 loài ở Đông Thái Bình Dương và Tây Đại Tây Dương.
- Batrachocephalus: 1 loài (Batrachocephalus mino) trong khu vực Ấn Độ Dương và Thái Bình Dương.
- Brustiarius: 2 loài ở châu Á và châu Đại Dương.
- Carlarius: 2 loài ở Đông Đại Tây Dương.
- Cathorops: 23 loài ở vùng biển Trung và Nam Mỹ, chủ yếu trong Đại Tây Dương.
- Cephalocassis: 4 loài ở Tây Trung Thái Bình Dương.
- Cinetodus (gồm cả Pachyula và Tetranesodon): 4 loài ở châu Á và châu Đại Dương.
- Cochlefelis: 4 loài ở châu Á và châu Đại Dương.
- Cryptarius: 2 loài ở Tây Trung Thái Bình Dương.
- Galeichthys: 4 loài, trong đó 1 tại Ấn Độ Dương, 1 ở Đông nam Thái Bình Dương và 2 ở Đông nam Đại Tây Dương.
- Genidens: 4 loài ở Tây nam Đại Tây Dương.
- Hemiarius: 4 loài trong khu vực Ấn Độ Dương và Thái Bình Dương.
- Hexanematichthys: 3 loài, trong đó 2 trong khu vực Ấn Độ Dương và Thái Bình Dương, 1 ở Nam Mỹ.
- Ketengus: 1 loài (Ketengus typus) ở châu Á.
- Nedystoma (gồm cả Doiichthys): 2 loài ở châu Á và châu Đại Dương.
- Nemapteryx: 6 loài trong khu vực Ấn Độ Dương và Thái Bình Dương.
- Neoarius: 10 loài ở châu Á và châu Đại Dương.
- Netuma: 3 loài trong khu vực Ấn Độ Dương và Thái Bình Dương.
- Notarius: 12 loài trong khu vực Đại Tây Dương và Thái Bình Dương.
- Occidentarius: 1 loài (Occidentarius platypogon) ở Đông Thái Bình Dương.
- Osteogeneiosus: 1 loài (Osteogeneiosus militaris) trong khu vực Ấn Độ Dương và Thái Bình Dương.
- Plicofollis: 8 loài trong khu vực Ấn Độ Dương và Thái Bình Dương.
- Potamarius: 4 loài ở Trung và Nam Mỹ.
- Potamosilurus: 1 loài (Potamosilurus macrorhynchus) ở châu Á và châu Đại Dương.
- Sciades: 8 loài, trong đó 6 ở Trung và Nam Mỹ, 1 ở châu Đại Dương và một trong khu vực Ấn Độ Dương và Thái Bình Dương.

## Phân bố và tập tính
Họ Ariidae được tìm thấy khắp thế giới trong khu vực ôn đới ấm và nhiệt đới. Họ này là bất thường trong số các loài cá da trơn ở chỗ chúng chủ yếu sinh sống ngoài biển trong khi phần lớn các loài/họ cá da trơn khác sinh sống trong khu vực nước ngọt và ít chịu được nước lợ hay nước mặn. Họ cá này được tìm thấy chủ yếu tại các vùng biển nông ven bờ của Bắc và Nam Mỹ, châu Phi, châu Á và Australia. Chúng không có mặt tại các vùng biển thuộc châu Âu và châu Nam Cực.
Một số loài sinh sống tại khu vực nước ngọt. Tại Bắc và Nam Mỹ có khoảng 43 loài sinh sống trong vùng nước lợ hoặc chỉ ở nước ngọt. Loài Nedystoma novaeguineae cũng là cá nước ngọt/nước lợ, được tìm thấy tại New Guinea.

## Bề ngoài và giải phẫu
Cá da trơn họ Ariidae có vây đuôi xẻ thùy sâu. Thông thường chúng có 3 cặp râu. Chúng có một vài tấm xương trên đầu và gần các vây lưng. Một số loài có các gai độc trên các vây lưng và vây ức.

### Hộp sọ

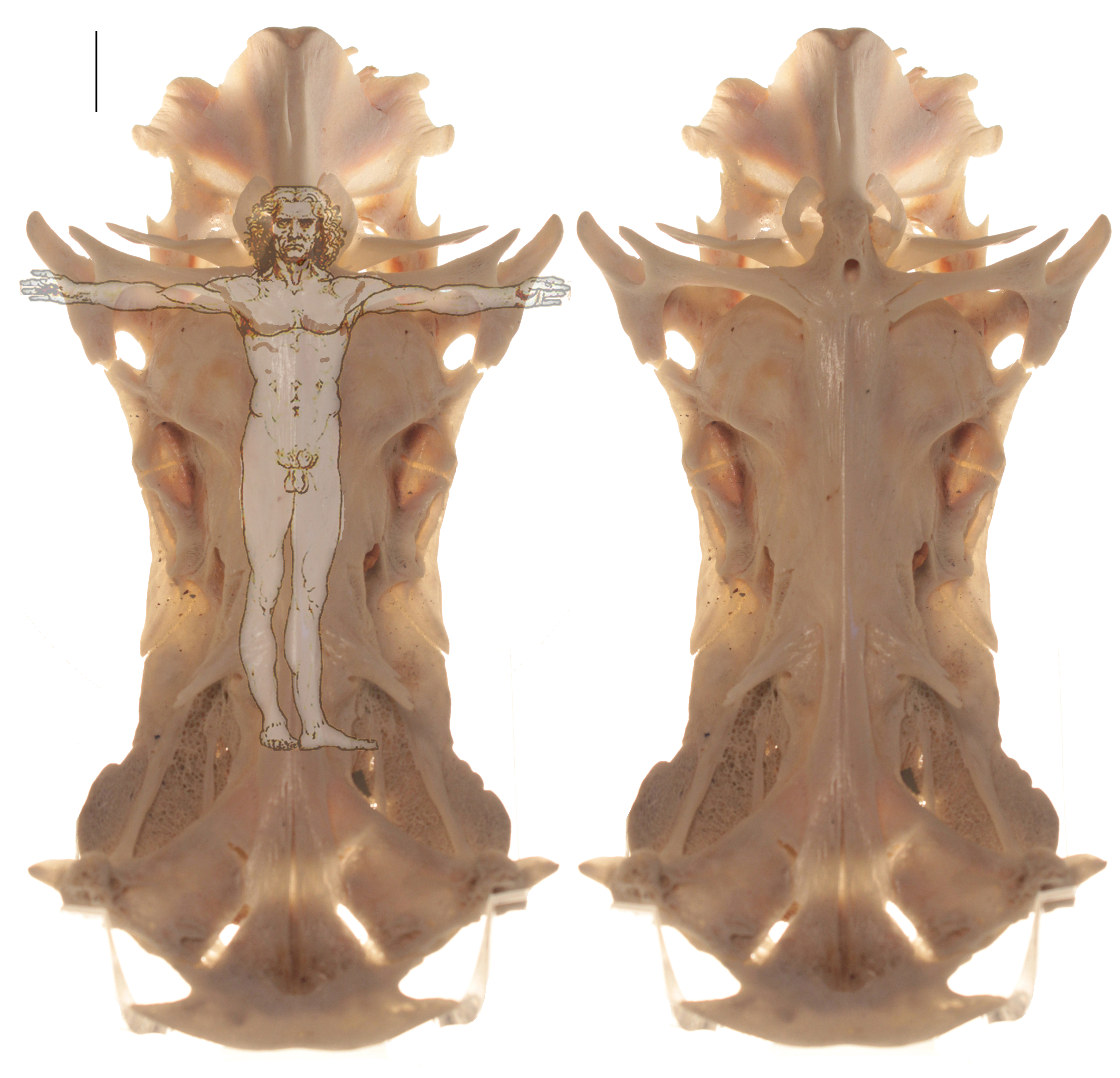
Hình bên trái có người Vitruvius xếp chồng lên chỗ mà Jesus được cho là được vẽ trên một hộp sọ cá da trơn họ Ariidae, trong khi hình bên phải chỉ đơn giản là hộp sọ. Ở góc trên bên trái có một đường nhỏ màu đen chỉ ra tỷ lệ xích 1 cm.

Loài Sciades proops sinh sống trong khu vực Caribe và các con sông cũng như cửa sông chảy vào Đại Tây Dương, từ Colombia tới Brasil, có tên tiếng Anh là crucifix sea catfish do các xương hộp sọ khô của chúng nhìn giống như một người đang bị đóng đinh trên giá chữ thập. Đây là một ví dụ về ảo giác dị giải.

## Sinh thái
Do môi trường sinh sống nước mặn, các loài cá trong họ này có một số đặc điểm thích nghi duy nhất, phân biệt chúng với các loài cá da trơn khác. Phần lớn, nếu như không phải là tất cả các loài, đều ấp trứng trong miệng, với cá đực mang trong miệng một ổ trứng nhỏ cỡ quả bóng của môn golf, gồm vài chục quả trứng, để ấp trong khoảng 2 tháng cho đến khi trứng nở và các con non có thể bơi lội tự do